# Метаморфизм сверхвысоких давлений
Метаморфизм сверхвысоких давлений (англ. Ultrahigh-pressure metamorphism, UHPM) — специфический вид регионального метаморфизма пород континентальной коры, при котором давления достигают 27—60 кбар, (то есть соответствуют глубинам 90—180 км, что в 3—4 раза превышает мощность континентальной коры), а температура составляет 550—900 °С.
Индекс-минералами UHPM являются коэсит и метаморфический алмаз. Граница между метаморфизмом высоких и сверхвысоких давлений проводится по линии реакции полиморфного перехода кварца в коэсит. 
Метаморфические комплексы, включающие породы сверхвысоких давлений, представляют собой террейны, эксгумированные с указанных глубин. Они образуются в результате субдукционно-коллизионных процессов, и встречаются в складчатых областях. В настоящее время известно около 20 таких комплексов.

## Петрология и минералогия UHP-метаморфических пород
Текстурно UHP-породы не отличаются от метаморфических пород умеренных давлений (поэтому данный тип метаморфизма был выявлен лишь два десятилетия назад), на высокобарический характер метаморфизма указывают лишь эклогиты, будины которых неизменно встречающиеся в UHPM-комплексах. Однако при детальном, микроскопическом изучении удается выявить ряд минералогических особенностей, позволяющих обосновать сверхвысокие давления метаморфизма.
Эти особенности могут быть объединены в три группы.
- Наличие минералов-индикаторов сверхвысоких давлений метаморфизма
- Структуры распада минеральных фаз, устойчивых при сверхвысоких давлениях
- Необычный химизм породообразующих и акцессорных минералов

Рассмотрим эти признаки подробнее.

### Минералы-индикаторы сверхвысоких давлений
Основными минералами UHР-метаморфизма являются коэсит и алмаз.
Кроме того, косвенным признаком UHP-метаморфизма может служить широкое распространение таких минералов как тальк, парагонит. Эти минералы образуются и при низких давлениях при соответствующем химическом составе минералообразующей среды, но в UHPM-породах их появление связано с реакциями типа
лавсонит+жадеит = цоизит+парагонит+кварц+вода
Lws+Jd = Czo+Pg+Qzt+Н20
кианит+жадеит+вода = парагонит
Ky+Jd+Н20 = Pg
Для метаморфических UHP-пород также характерны ассоциации 
тальк + кианит + гранат
Tlc+Ky+Grt
магнезит + диописд
Mgs+Di
описанные в породах Кумдыкульского месторождения, которое является единственным месторождением алмазов, не связанным с кимберлитовым магматизмом.

### Структуры распада минеральных фаз, образованных при сверхвысоких давлениях
Диопсид из карбонатно-силикатных алмазсодержащих метаморфических пород содержит ламели калиевого полевого шпата. При сверхвысоких давлениях калий входит в структуру пироксена, а при последующем снижении давления калийсодержащий пироксен становится неустойчивым и распадается на диопсид и калиевый полевой шпат. 
Присутствие ориентированных вростков пироксена в гранатах метаморфических комплексов, отражающих декомпрессионное разложение мэйджоритового граната в ходе подъема пород в верхние горизонты Земли, также рассматривается как индикатор ультравысокобарных условий.

## PT-тренд метаморфической эволюции
Для комплексов сверхвысоких давлений характерен следующий путь изменения давлений и температур:
- погружение комплекса: и давление, и температура постепенно увеличиваются;
- эксгумация: давление сильно уменьшается, а температура постоянна;
- остывание.

## Геодинамическая обстановка UHP-метаморфизма
Метаморфические UHP-комплексы рассматриваются как индикаторы геодинамической обстановки континентальной субдукции, имеющей место на ранних стадиях континентальной коллизии.
Согласно существующим представлениям пик UHP-метаморфизма датирует ключевой момент в ходе коллизии двух континентов — отрыв океанической литосферы, резкое уменьшение угла погружения одной литосферной плиты под другую, уменьшение скорости конвергенции коллидирующих плит, орогенез. Все эти события знаменуют собой смену режима от «мягкой коллизии» (континентальной субдукции) к «жесткой» коллизии (гиперколлизии, коллизии гималайского типа).
Тектоническая эксгумация метаморфического UHP-комплекса происходит на фоне орогенеза, сопровождаемого интенсивной эрозией, скорость которой может составлять 5 мм/год, а также последующего «коллапса» орогена.